# 滑川警察署
滑川警察署（なめりかわけいさつしょ）は、富山県警察が管轄する警察署の一つである。署長は警視。 滑川市の全域を管轄し、警察署庁舎は滑川市道滑川富山線に面している。識別章所属表示はNA。

## 所在地
- 富山県滑川市加島町8番地[1]

## 管轄区域
- 滑川市

## 組織
- 署長(階級は警視)
- 次長(警務課長、警備課長、会計課長を兼務、階級は警部)
  - 警務課
    - 警務係、県民相談係

  - 会計課
    - 会計係

  - 警備課
    - 警備係
- 地域交通課
  - 地域総務係、自動車警ら係、企画送致係、指導係、事故捜査係
- 刑事生活安全課
  - 庶務係、生活安全係、刑事係、鑑識係

## 沿革
- 1874年（明治7年） - 滑川町に巡視屯所を設置（巡視は4名）。最初は大町の民家を借りていたが、後に橋場町に移り、さらに浜町に移転した[2]。
- 1875年（明治8年） - 滑川町の巡視屯所が魚津警察掛の出張所の所管区域となる[2]。
- 1877年（明治10年） - 魚津警察署滑川分署に改められ、庁舎も橋場町に移転[2]。
- 1880年（明治13年） - 富山警察署管内に変更[2]。
- 1881年（明治14年）9月 - 新築工事着手[2]。
- 1882年（明治15年）1月 - 新築工事完成[2]。
- 1888年（明治21年）4月 - 各村の民家の一隅に巡査が1名ずつ駐屯することになった（1913年（大正2年）までに民家より独立して交番所や駐在所を新築）[3]。
- 1893年（明治26年）12月 - 富山警察署から独立し、滑川警察署が設立[3]。
- 1910年（明治43年）12月 - 橋場町に所在していた警察署が油田361番地（現在の吾妻町）へ新築移転[4][5][3]。これは滑川町、西加積村、中加積村、北加積村、東加積村、浜加積村、早月加積村の寄付によるものだった[2]。
- 1948年（昭和23年） - 国家地方警察中新川警察署・自治体警察滑川警察署発足[4]。同年4月、吾妻町358番地にて滑川町警察署の庁舎（敷地308坪、平屋建138.5坪、工費176万5,301円）が竣工[5]。
- 1951年（昭和26年） - 両者統合により、国家地方警察滑川地区警察署発足[4]。
- 1954年（昭和29年） - 現行の警察法による富山県滑川警察署発足[4]。
- 1957年（昭和32年）9月21日 - 加島町の新庁舎の起工式[6]。
- 1958年（昭和33年）4月24日 - 同年4月20日に竣工した加島町の新庁舎に移転[3][7][8]。この時点で木造2階建て延床面積222坪で、木造平屋建て96坪の柔剣道場などを備えた市民道場も併設されていた[9][8]。
- 1964年（昭和39年） - パトロールカーを富山県内で5番目に配車。早月検問所に配備する[10]。
- 1981年（昭和56年）9月25日 - 現在地にて建設する新庁舎（鉄筋コンクリート3階建て延床面積1,313m2、敷地面積4,905m2）の起工式を現場にて挙行。この時点で建設費は2億9,800万円と見積られていた[9]。
- 1982年（昭和57年）5月17日 - 現在地に完成した現庁舎（同年4月17日完成[11]）新築移転[1]。旧警察署跡地には後に西地区コミュニティセンターが建設された。[4]
- 2005年（平成17年）10月7日 - 所管していた富山市の水橋地区が、当時の県警本部長の方針により富山北警察署の管轄に変更となり、この結果、1署1市となった[12]。
- 2024年（令和6年）7月1日：上市警察署とのブロック運用（新川西エリア）が導入され、署長、副署長、次長を除く警察官による2署兼務体制に移行[13]。

## 交番
- 滑川駅前交番（滑川市中川原159）

## 警察官駐在所
- 早月加積警察官駐在所（滑川市追分3236）
- 浜加積警察官駐在所（滑川市北野277）
- 北加積警察官駐在所（滑川市大榎506）
- 中加積警察官駐在所（滑川市柴214）